# Ruben Kogeldans
Ruben Kogeldans (Venlo, 4 januari 1967 - Zanderij, 7 juni 1989) was een Surinaams-Nederlandse voetballer die bij de SLM-ramp om het leven kwam.
Hij speelde in zijn carrière voor VVV en Willem II. Rubens vader Paul Kogeldans was Surinaams international en speler bij VVV en Ruben wilde dan ook koste wat kost slagen in het betaald voetbal. Hij begon in de jeugd bij Quick Boys '31. Zowel bij VVV als Willem II bestond er aanvankelijk de nodige scepsis over zijn voetbalkwaliteiten, maar hij wist zijn critici keer op keer de mond te snoeren. Hij stond te boek als onverbiddelijk in de duels en gedisciplineerd op de trainingen. Ruben was ook een verdienstelijk drummer. De ouders van Ruben procederen tot op de dag van vandaag, als enige overgebleven familie, nog steeds tegen de SLM. Door de fouten die er bij SLM gemaakt zijn, gingen zij er uit principe niet mee akkoord dat de SLM de schuld van de ramp feitelijk afschoof op de incompetentie van de bemanning.
Op 5 mei 2011 werd bekendgemaakt dat de sporthal van de Venlose school College Den Hulster, waar Kogeldans zijn schooltijd doorbracht, naar hem werd vernoemd.

## Clubstatistieken
| Seizoen | Club      | Land      | Competitie | Duels | Goals |
| ------- | --------- | --------- | ---------- | ----- | ----- |
| 1987/88 | Willem II | Nederland | Eredivisie | 22    | 0     |
| 1988/89 | Willem II | Nederland | Eredivisie | 7     | 0     |
| Totaal  | Totaal    | Totaal    | Totaal     | 29    | 0     |